# Gladys del Estal Ferreño
Gladys del Estal Ferreño (Caracas, 1956 - Tudela, Navarra 3 de juny de 1979) fou una jove programadora i activista ecologista veneçolana.
Militava en el Grup Ecologista d'Egia de Sant Sebastià, i va morir en la repressió d'una protesta antimilitarista i contra la utilització de l'energia nuclear. La seva mort es va produir el 3 de juny de 1979 a Tudela, durant la Jornada Internacional contra l'Energia Nuclear, convocada poc després de l'accident de Three Mile Island a Harrisburg. S'hi reclamava la paralització de la central nuclear de Lemoiz i es protestava contra el Pla Energètic Nacional (que tenia previst posar en funcionament d'una xarxa àmplia de centrals nuclears) i contra el Polígon de tir de les Bardenas.
Gladys treballava com a programadora informàtica i va morir als 23 anys d'un tret de la Guàrdia Civil a boca de canó.

## Els antecedents
Els fets que van portar a la mort de Gladys cal enquadrar-los en la difícil situació en què es trobava la Transició espanyola, tres anys després de la mort del general Franco, amb intents d'involució des de sectors del règim anterior i uns altres de signe oposat que buscaven una ruptura total amb la Dictadura. Qualsevol concentració de masses, era encara mirada amb suspicàcia o fins i tot amb veritable animadversió pels primers, i encara que la Constitució havia estat ja promulgada, encara subsistien formes dictatorials i fins i tot institucions, o com a mínim els seus integrants, que es resistien a un canvi en sentit democràtic.
Això era especialment clar a Navarra i en l'actual Comunitat Autònoma Basca, que llavors debatien la conveniència d'unir-se en una Comunitat Autònoma comuna, postura no defensada des del Govern espanyol. En aquesta situació, es van produir greus successos en els anys anteriors, en alguns dels quals es van veure a més involucrades persones pertanyents a cossos de seguretat, com els fets de Montejurra el 1976, els esdevinguts en la Setmana pro-amnistia de maig de 1977, les activitats dels Guerrilleros de Cristo Rey a Pamplona, amb membres de les forces de seguretat fora de servei, i els ocorreguts en els Sanfermines de 1978.
La convocatòria de la marxa del 3 de juny, seguiria a la concentració autoritzada, en la qual a més es pensava entrar en un terreny militar, va fer que es respongués des de l'Estat, amb una nodrida presència policial que va prendre en la pràctica la ciutat de Tudela, propera al Polígon de Tir.

## Els esdeveniments
Enmig de la concentració popular, de diversos milers de persones en un parc tudelà, i mentre els assistents es trobaven esmorzant, es va produir una càrrega policial molt violenta, amb llançament de nombrosos pots de fum i utilització de mitjans antidisturbis, que va provocar la desbandada dels concentrats, entre els quals es trobava el Diputat Foral per Amaiur, Jesús Bueno Asín, qui intentà aturar la càrrega en va.
La policia (encara els famosos grisos, Policia Armada del règim franquista anomenats així pel color dels seus uniformes), va expulsar els concentrats a través de dues files de policies fortament armats, fins al pont que creua el riu Ebre al seu pas per Tudela.

### La mort de Gladys
A l'altre costat del pont, s'havia habilitat un aparcament, per la qual cosa la munió va començar a pujar als seus vehicles per anar-se'n. També de dins de Tudela, travessant el pont, una fila compacta de vehicles fugia davant el caire que anaven prenent els esdeveniments. Cal tenir en compte que en aquest lloc, ja fora del nucli urbà de la ciutat, la labor policial estava en mans de la Guàrdia Civil, en concret de la seva Agrupació de Trànsit.
En un moment donat, un grup de joves va començar una asseguda en la mateixa sortida del pont, i llavors, un grup de guàrdies civils, a la carrera, va arribar al costat d'ells i un, anomenat José Martínez Salas, després de copejar-li a la zona lumbar, li va disparar en el clatell a escassos centímetres de distància, provocant-li la mort pràcticament en l'acte.
Nombrosos testimonis, van donar versions coincidents amb aquests fets en la Comissió de Recerca que es va formar a aquest efecte, incloses les persones que es trobaven en el primer vehicle detingut davant l'asseguda, ocupat per periodistes de la Televisió Neerlandesa, encara que en algunes versions de testimonis s'afegeix que:
| « | Un dels nombres de la Guàrdia Civil es va dirigir a Gladys dient-li tía buena, i la jove va respondre-hi cridant-li hijo puta. Aquest la va copejar amb la culata de la seva arma i li va disparar. | » |
| — | |   |

Segons la versió del Govern Civil:
| « | Quan es trobaven en la tasca d'obligar els presents perquè deixessin lliure la via, un manifestant va agafar amb força la metralleta que, penjada de l'espatlla, portava un dels guàrdies tractant d'arrabassar-la-hi. El guàrdia va subjectar l'arma tirant-se cap a davant per contrarestar l'estirada, arribant gairebé a perdre l'equilibri. En el forcejament es va produir un tret de l'arma que va ferir Gladys del Estal Ferreño. | » |
| — | |   |

### Les conseqüències
El moviment antinuclear, fonamentalment pacífic, es va veure sacsejat per aquests fets, i mai va tornar a ser com abans. La societat basca, va respondre amb mobilitzacions populars de certa importància que van durar alguns dies, en els quals es van viure situacions de violència en algunes ciutats de la Comunitat Autònoma Basca i en la Comunitat Foral de Navarra.
El guàrdia civil autor del tret mortal, José Martínez Salas, va ser jutjat el 14 de desembre de 1981 a Pamplona i fou condemnat per imprudència a divuit mesos de presó que no va arribar a complir en la seva integritat, i aquesta condemna lleu va provocar noves mobilitzacions de protesta.

## Homenatges

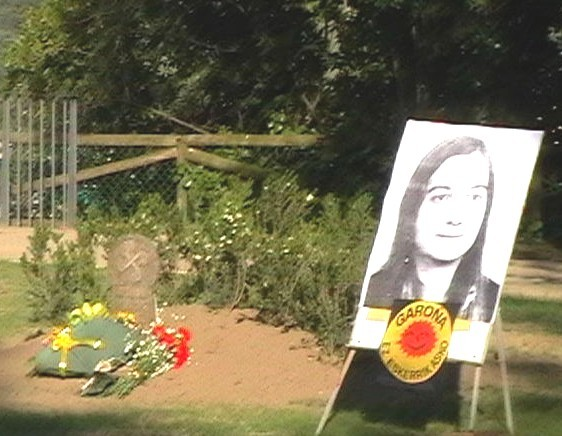
Homenatge a Gladys del Estal en 2006

A Tudela hi ha un carrer que porta el seu nom i en el 2004 es va col·locar una placa en el seu record.
En Sant Sebastià, al parc Cristina Enea, al costat del barri on vivia, es va col·locar una estela funerària en la seva memòria. En 2009, es va donar el seu nom a la passarel·la per als vianants que uneix aquest parc amb el passeig de Federico García Lorca (al costat del riu i el pont Mundaiz), per sobre de les vies del tren. A l'estiu de 2010 es va posar la placa corresponent al costat d'aquesta passarel·la.
A Piedralaves, Ávila, el grup de rock Avance va dedicar a la fi de l'any 79 una cançó a Gladys del Estal. La cançó narrava el tràgic final de la jove, amb una balada-protesta que va triomfar en sales de concerts i a les places dels pobles d'arreu: «Balada a una mujer anónima». Encara que el grup no està en actiu des de mitjan 80, durant els últims anys s'han tornat a reunir per actuar en festivals benèfics i petits concerts en directe, on la cançó dedicada a Gladys és una de les més aclamades pel públic.
L'any 2020, es presentà el documentari Ez, eskerrik asko! La ventana de Gladys, el qual reivindica la figura i la lluita ecològica i antinuclear de l'activista de vint-i-tres anys assassinada per un Guàrdia Civil, en el que és un crim de la Transició que l'estat espanyol no ha reconegut. L'obra restitueix la memòria de la jove activista i del moviment ecologista i antinuclear dels anys 1970 i 1980 al País Basc, en consonància amb l'expansió internacional del moviment. Uns anys i un moviment pacífic que va ser molt actiu, popular i decisiu a l'hora d'aturar la proliferació de projectes de construcció de centrals nuclears al país.